# Bjørnfjell
Bjørnfjell (nordsamisch: Bonjovárri, deutsche Wortbedeutung Bärenberg) auch Bjørnfjellet ist ein 761 moh. hoher Berg in der norwegischen Kommune Narvik rund 12 Kilometer östlich des Stadtkerns, sowie der Namensgeber der an seinem Fuß liegenden Streusiedlung. Er liegt im Fylke Nordland, etwa 200 Kilometer nördlich des nördlichen Polarkreises.
Seit 1992 führt die Europastraße E10 am Bjørnfjell vorbei. Des Weiteren liegt auf der Strecke dieser Europastraße auch der höchste Punkt des Ortes Bjørnfjell, mit etwa 520 Meter über dem Meeresspiegel. Die Strecke der Europastraße bei Bjørnfjell ist nicht ganzjährig befahrbar, sondern wird gelegentlich bei schlechtem Winterwetter für kurze Zeit gesperrt. Bjørnfjell liegt an der Grenze zu Schweden, wo auf der schwedischen Seite der Grenze der nächste Ort Riksgränsen liegt. Der dortige Grenzübergang ist einer der größten in Nord-Norwegen und in dieser Region sehr beliebt, um in Schweden preiswertere Waren und Alkohol zu kaufen. Während des deutschen Angriffes auf Norwegen gab es in Bjørnfjell vom April bis Juni 1940 heftige Gefechte zwischen deutschen Verbänden und norwegischen Streitkräften. Später wurde von deutscher Seite in Bjørnfjell ein Kriegsgefangenenlager errichtet, wo 283 jugoslawische Kriegsgefangene ums Leben gekommen sein sollen.

## Bahnhof Bjørnfjell

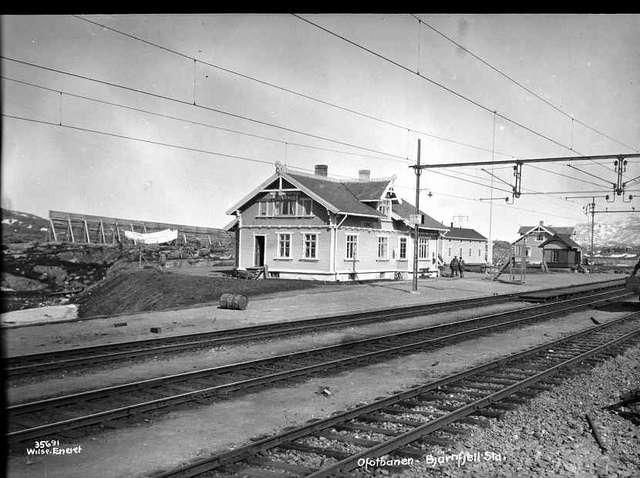
Bahnhof Bjørnfjell um 1930

Der Ort Bjørnfjell liegt an der Ofotbanen, der Bahnlinie Narvik–Kiruna–Luleå, wodurch er auch einen Bahnanschluss erhielt. Die Haltestelle Bjørnfjell (Bjørnefjell gamle) wurde am 1. Mai 1912 eröffnet und am 27. November 1955 geschlossen. Die Dienststation Bjørnfjell, wo eine Kreuzung von Zügen möglich ist, wurde am 1. Oktober 1925 eröffnet, um die Blockdistanz zu verkürzen. Der Haltepunkt Bjørnfjell lag 3,9 Kilometer in Richtung Narvik von der Dienststation Bjørnfjell entfernt. Mit der Schließung des Haltepunktes Bjørnfjell wurde der Personenhalt an die Dienststation Bjørnfjell verlegt, wodurch diese zum Bahnhof wurde. Der Bahnhof Bjørnfjell liegt auf einer Höhe von 514 Metern über dem Meeresspiegel.